# Ремедий (епископ Кёльна)
Ремедий (лат. Remedius; умер 18 января не ранее 623 и не позднее 627) — епископ Кёльна в 620-х годах.

## Биография
О происхождении и ранних годах жизни Ремедия сведений не сохранилось. Так как он носил галло-римское имя, предполагается, что он был выходцем из этого народа.
В списках глав Кёльнской архиепархии Ремедий указан преемником Сунновея (упоминается в 620 году) и предшественником Куниберта. Таким образом, нахождение Ремедия на епископской кафедре в Кёльне датируется 620-ми годами. Ремедий — последний глава Кёльнской епархии из галло-римлян.
Год смерти Ремедия неизвестен, но он должен был скончаться не ранее 623 и не позднее позднее 627 года, когда кёльнским епископом уже был Куниберт. В труде Э. Гелениуса упоминается только день этого события — 18 января.